# Ord (Nebraska)
Ord je grad u američkoj saveznoj državi Nebraska. Prema popisu stanovništva iz 2010. u njemu je živjelo 2,112 stanovnika.